# Вабальнинкский район
Вабальнинкский район (лит. Vabalninko rajonas) — административно-территориальная единица в составе Литовской ССР, существовавшая в 1950—1959 годах. Центр — город Вабальнинкас.
Вабальнинкский район был образован в составе Шяуляйской области Литовской ССР 20 июня 1950 года. В его состав вошли город Вабальнинкас и 15 сельсоветов Биржайского уезда и 5 сельсоветов Купишкского уезда.
28 мая 1953 года в связи с ликвидацией Шяуляйской области Вабальнинкский район перешёл в прямое подчинение Литовской ССР.
7 декабря 1959 года Вабальнинкский район был упразднён, при этом города Вабальнинкас и 4 сельсовета были переданы в Биржайский район, 3 сельсовета — в Купишкский район, 1 сельсовет — в Пандельский район и 1 сельсовет — в Паневежский район.